# Seigneurie de Franckenstein
1230–1662

Blason de la seigneurie de Franckenstein

La seigneurie de Franckenstein était un territoire historique dans le nord de l'Odenwald. 
Elle a été créée vers 1230, ayant été une possession des seigneurs de Breuberg, dont le siège de pouvoir était le château Frankenstein. Konrad II. Reiz de Breuberg et son épouse Elisabeth de Weiterstadt se nommèrent Franckenstein (également Frankenstein) à la suite de la construction du château. Le territoire demeura en possession de la famille en tant que condominium jusqu'en 1662. Après la vente de la baronnie impériale Frankenstein au Landgrave Louis VI, elle est entrée en possession de la famille de Hesse. 

### Breuberg

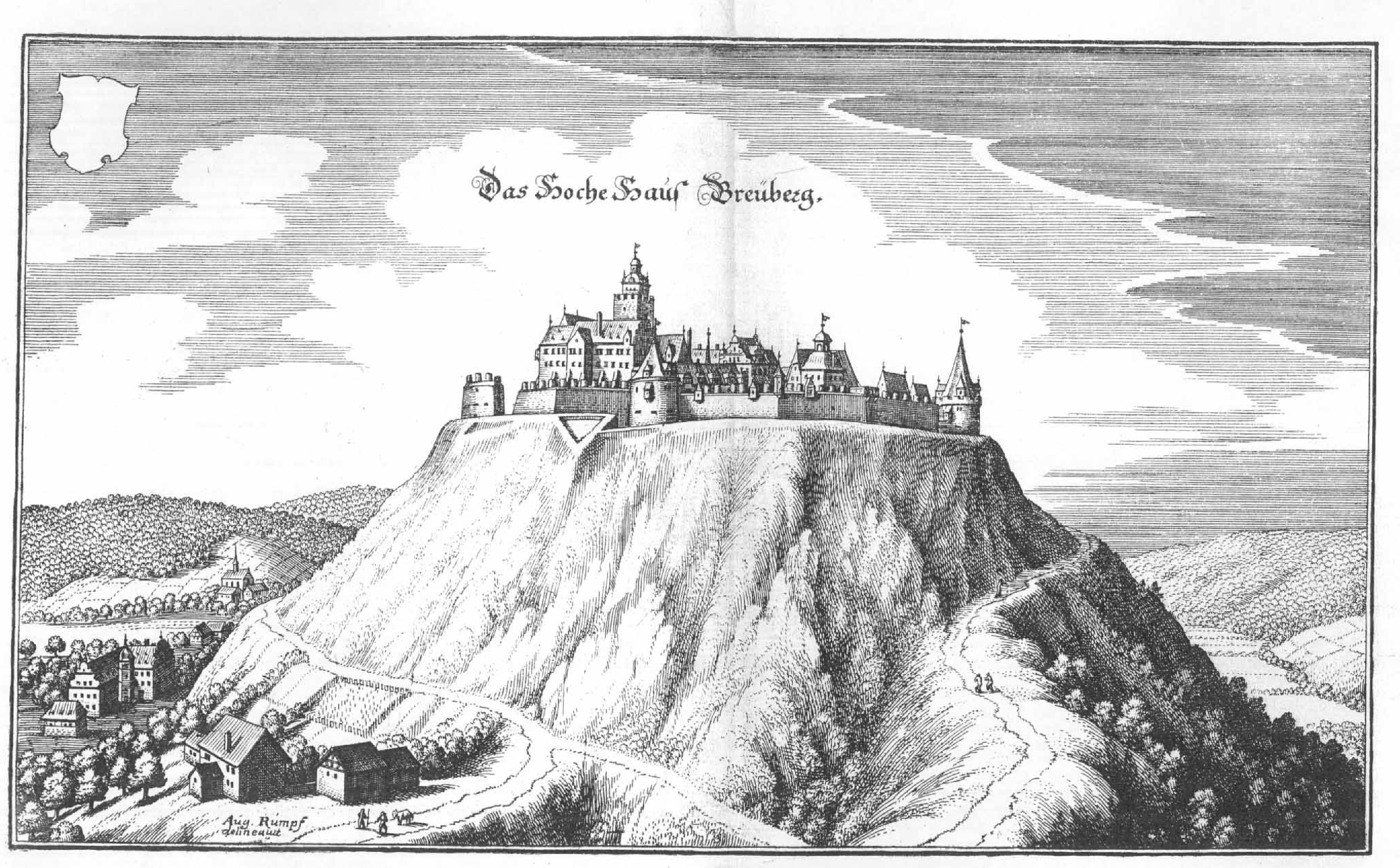
Château-Fort de Breuberg, (Merian 1656)

## Histoire

### Franckenstein

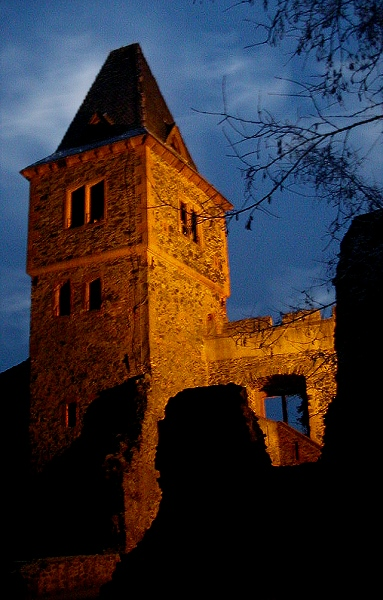
Donjon du château Frankenstein

Louis, de Lucelenbach, est l'ancêtre de la maison Frankenstein. Il est mentionné en 1115 pour la première fois dans un document officiel.  

Conrad Ier de Breuberg et ses descendants construisirent vers 1200 le château-fort de Breuberg et se nommèrent ensuite Breuberg. Grâce au mariage de son fils Eberhard Ier avec Mechtilde (Elisabeth?), l'une des cinq filles héritières du bailli impérial Gerlach II de Büdingen, le pouvoir, les possessions et les intérêts de la famille se transféraient depuis 1239 en Vettéravie et l'Odenwald.
Conrad II. de Breuberg fit construire le  château Frankenstein aux alentours de 1240 qui est mentionné pour la première fois dans un contrat officiel en 1252, dans lequel lui et son épouse, Élisabeth de Weiterstadt, témoignent d'un don super castro in frangenstein (au château sur Frankenstein). Il se nomma de Frankenstein ensuite et fut le fondateur de la seigneurie , plus tard baronnie féodale de Frankenstein.

## Territoire
Les droits féodaux des Frankensteinois s'exercait sur les terres de Nieder-Beerbach, Eberstadt, Friedberg (Hesse), Weiterstadt, Vettéravie et du Ried (Bavière). De plus, la famille exerçait des droits de suzerain  entre autres en tant que burgraves. à Zwingenberg (Château d'Auerbach), parties de Darmstadt, Groß-Gerau, Bensheim et Francfort-sur-le-Main, ou la place et la rue Frankenstein rappellent aujourd'hui ce passé.
La zone de domination dans le nord de l'Odenwald était probablement déjà développée avant l'acte de l'enregistrement en 1252. Cependant, d'après la formulation du document super castro in frangenstein (sur le château sur le Frankenstein), il apparaît que le château était déjà construit et utilisé à l'époque. La date exacte de l'origine est incertaine, les hypothèses remontent à l'époque du Duché de Franconie.